# アクト (バンド)
アクト（A.C.T）は、1995年にマルメにて「フェアリーランド (Fairyland)」という名前で結成されたスウェーデンのプログレッシブ・ロック・バンドである。バンドは数人の人事異動を経てきた。現在のラインナップは、ハーマン・サミング（ボーカル）、オラ・アンダーセン（ギター）、ジェリー・シーリン（キーボード）、ピーター・アスプ（ベース）、トーマス・レイオン（ドラム）。

## 略歴
当初、ギターはオラ・アンダーセン、ドラムはトーマス・アーランドソン、ボーカルはイエンス・アパリグレン、キーボードはジェリー・シーリンであり、「フェアリーランド (Fairyland)」としてマルメの音楽学校のメンバーによって結成された。さまざまなラインナップ変更の中で、フェアリーランドは1995年にその名前をアクトへと変更した。1996年にスウェーデンの音楽コンクールで決勝に進出したとき、アクトは優勝しなかったものの、初めて世間の注目を集めた。
1997年に新しいデモが録音され、バンドはスウェーデンで大規模なツアーを行い、1999年にリリースされたデビュー・アルバム『トゥデイズ・リポート』をレコーディングした。このアルバムのリリース後、アクトはプログレッシブ・ロック・バンドのサーガとスカンジナビア・ツアーに乗り出した。
2001年には、セカンド・アルバム『イマジナリー・フレンズ』が録音され、バンドはフィッシュをサポートするヨーロッパ・ツアーに参加した。
2003年にアクトの3枚目のアルバム『ラスト・エピック』がリリースされ、元ジェネシスのシンガー、レイ・ウイルソンとのヨーロッパ・ツアーに参加した。
2006年、アクトはインサイド・アウト・レーベルと契約し、アルバム『サイレンス』で音楽シーンに復帰した。インサイド・アウトはその後、最初の3枚のアルバムをボーナストラックと強化されたブックレット付きのスペシャル・エディションとして再発した。
2013年12月24日、バンドはFacebookページにて、5枚目のアルバム『サーカス・パンデモニウム』が2014年2月19日に日本で、2014年3月5日にヨーロッパ/アメリカとiTunesでリリースされることを発表した。

## メンバー

### 現在のラインナップ
- ハーマン・サミング (Herman Saming) - リード・ボーカル
- オラ・アンダーセン (Ola Andersson) - リード・ギター、ボーカル
- ジェリー・シーリン (Jerry Sahlin) - キーボード、ボーカル
- ピーター・アスプ (Peter Asp) - ベース、シンセサイザー、パーカッション
- トーマス・レイオン (Thomas Lejon) - ドラム、パーカッション

### 旧メンバー
- イエンス・アパリグレン (Jens Appelgren) - ボーカル
- サイモン・ニクラソン (Simon Nicklasson) - ベース
- トーマス・アーランドソン (Tomas Erlandsson) - ドラム

## ディスコグラフィ

### スタジオ・アルバム
- 『トゥデイズ・リポート』 - Today's Report (1999年)
- 『イマジナリー・フレンズ』 - Imaginary Friends (2001年)
- 『ラスト・エピック』 - Last Epic (2003年)
- 『サイレンス』 - Silence (2006年)
- 『サーカス・パンデモニウム』 - Circus Pandemonium (2014年)
- 『エターナル・ウィンター』 - Eternal Winter (2025年)

### EP
- 『リバース』 - Rebirth (2019年)
- 『ヒートウェイヴ』 - Heatwave (2021年)
- 『フォーリング』 -  Falling (2023年)

### ライブ・アルバム
- 『トライフルズ・アンド・パンデモニウム』 - Trifles and Pandemonium (2016年)

### デモ
- The Early Recordings (1996年)